# Friedrichstadt
Friedrichstadt (frisó septentrional Fräärstää, danès Frederiksstad) és una ciutat del districte de Nordfriesland, a l'estat alemany de Slesvig-Holstein.

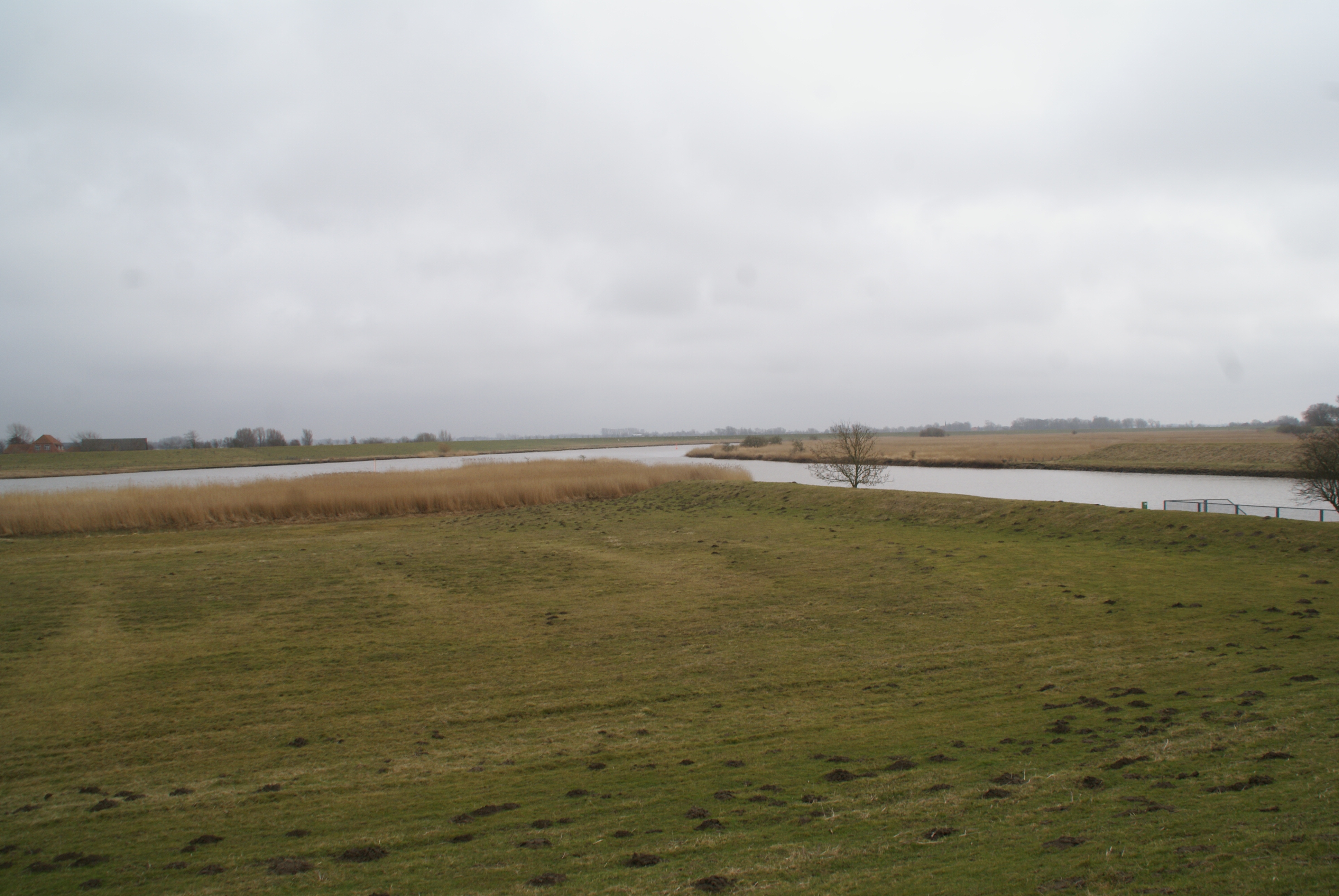
Confluència de l'Eider i del Treene

Se situa a l'aiguabarreig dels rius Treene i Eider, 12 km al sud de Husum. Va ser fundada el 1621 per colons neerlandesos. El duc Frederic III de Holstein-Gottorp els convencé d'invertir el capital i el coneixement en aquesta regió com a oportunitat per la llibertat dels mennonites i arminians) i per a recuperar terres marjals i pantans a la rodalia de la ciutat. Neerlandès es va convertir en la llengua oficial. El 1630, però, molts arminians ja havien tornat als Països Baixos. La ciutat no va tenir l'èxit esperat.